# Dị vật cấy ghép ngoài hành tinh
Dị vật cấy ghép ngoài hành tinh là một thuật ngữ được sử dụng trong UFO học để mô tả một vật thể được đặt trong cơ thể của một ai đó sau khi họ bị người ngoài hành tinh bắt cóc. Những khả năng theo lời nhân chứng kể lại về dị vật cấy ghép bao gồm khả năng liên lạc từ xa, kiểm soát tâm trí cho đến sinh học viễn trắc (giống như con người gắn thẻ động vật hoang dã để nghiên cứu). Như với các chủ đề UFO nói chung, ý tưởng về "dị vật cấy ghép ngoài hành tinh" đã nhận được rất ít sự chú ý từ giới khoa học chính thống.

## Lịch sử
Theo Peter Rogerson viết trên tạp chí Magonia, khái niệm dị vật cấy ghép ngoài hành tinh có thể bắt nguồn từ cuộc phỏng vấn chương trình phát thanh của Long John Nebel vào tháng 3 năm 1957 với nhà nghiên cứu UFO John Robinson, khi Robinson kể lại câu chuyện của một người hàng xóm bị người ngoài hành tinh bắt cóc vào năm 1938 và bị khuất phục bởi "những đôi tai nghe nhỏ" đặt sau tai anh ta.
Cư dân Massachusetts là Betty Andreasson tuyên bố rằng người ngoài hành tinh đã cấy một thiết bị vào mũi cô trong vụ bắt cóc nổi tiếng được cho là của cô vào năm 1967, lần đầu tiên được Raymond Fowler công bố trong cuốn sách, The Andreasson Affair (Vụ Andreasson). Một phụ nữ Canada tên Dorothy Wallis đã kể lại một trải nghiệm tương tự vào năm 1983. Trong những năm sau đó, câu chuyện của các tác giả như Whitley Strieber sẽ phổ biến các ý tưởng về hiện tượng người ngoài hành tinh bắt cóc nói chung, bao gồm các báo cáo về những "dị vật cấy ghép" bất thường liên quan đến những vụ bắt cóc. John E. Mack đã viết trong cuốn sách Abduction: Human Encounters With Aliens (Bắt cóc: Những lần con người gặp gỡ người ngoài hành tinh) rằng ông đã kiểm tra một "vật thể hình chỉ, mỏng độ 1/2 đến 3/4-inch" được một nữ khách hàng hai mươi bốn tuổi trao lại, với lời xác nhận là nó rớt ra khỏi mũi cô sau một trải nghiệm bắt cóc. Bác sĩ phẫu thuật chân tại California là Roger Leir cũng tuyên bố đã loại bỏ những dị vật cấy ghép ngoài hành tinh ra khỏi bệnh nhân của mình.
Theo nhà điều tra hoài nghi Joe Nickell, những thứ được cho là dị vật cấy ghép ngoài hành tinh trông giống loại vật liệu thông thường như mảnh vỡ thủy tinh, mảnh kim loại lởm chởm và sợi carbon. Các vật thể thường được tìm thấy ở các chi như ngón chân, bàn tay và cẳng chân. Nickell trích dẫn ý kiến của trưởng khoa giảng dạy bệnh viện Israel, Virgil Priscu, cho rằng "Không có bí ẩn, không có dị vật cấy ghép", giải thích rằng các vật thể thông thường nhặt được trong lúc té ngã hoặc đi chân trần thường bị bao quanh bởi mô sẹo.

## Ảnh hưởng văn hóa
Dị vật cấy ghép ngoài hành tinh, được hình dung là những chiếc kim nhỏ nhét vào cổ và dạ dày của nạn nhân, lần đầu tiên xuất hiện trong bộ phim năm 1953, Invaders from Mars (Những kẻ xâm lược từ Sao Hỏa).